# Ric Flair
Richard Morgan Fliehr (* 25. února 1949 Memphis) je americký bývalý profesionální wrestler lépe znám pod svým ringovým jménem Ric Flair. Je také znám jako „Přírodní kluk“ a je uváděn jako jeden z nejlepších profesionálních wrestlerů, zápasil přes 40 let. 
Nejznámější je jeho působení ve společnosti WWE. Dne 25. října 2023 se poprvé objevil ve společnosti AEW.
Jeho dcera Charlotte Flair je také profesionální wrestlerka.

## Ocenění a úspěchy
- WCW World Heavyweight Championship (6krát)
- WCW International World Heavyweight Championship (2krát)
- NWA Mid-Atlantic Heavyweight Championship (3krát)
- NWA (Mid Atlantic)/NWA Television Championship (2krát)
- NWA (Mid Atlantic)/WCW United States Heavyweight Championship (6krát)
- NWA Mid-Atlantic Tag Team Championship (3krát)
- NWA World Tag Team Championship (Mid-Atlantic version) (3krát)
- První WCW Triple Crown Champion
- NWA World Heavyweight Championship (8krát)
- NWA Hall of Fame (2008)
- NWA Missouri Heavyweight Championship (1krát)
- World Tag Team Championship (3krát)
- WWE Intercontinental Championship (1krát)
- WWF World Heavyweight Championship (2krát)
- Vítěz Royal Rumble (1992)
- Slammy Award (2008)
- WWE Hall of Fame (2008,2012)
- WWE Bronze Statue (2017)